# Stanisław Pięta
Stanisław Jan Pięta (Bielsko-Biała; 9 de Maio de 1971 — ) é um político da Polónia. Ele foi eleito para a Sejm em 25 de Setembro de 2005 com 7240 votos em 27 no distrito de Bielsko-Biała, candidato pelas listas do partido Prawo i Sprawiedliwość.